# Jody Hull
Pour les articles homonymes, voir Hull.
Jody Hull (né le 2 février 1969 à Petrolia, dans la province de l'Ontario au Canada) est un joueur professionnel retraité de hockey sur glace ayant évolué à la position d'ailier droit.

## Carrière
Réclamé par les Whalers de Hartford en première ronde lors du repêchage de 1987 de la Ligue nationale de hockey alors qu'il évolue pour les Petes de Peterborough de la Ligue de hockey de l'Ontario, Hull retourne pour une saison supplémentaire avec ces derniers obtenant une nomination dans la deuxième équipe d'étoiles de la ligue.
Il devient joueur professionnel après avoir remporté la médaille d'or avec l'équipe nationale du Canada lors du championnat mondial junior de 1988. Il rejoint alors les Whalers pour qui il dispute soixante rencontres, obtenant 34 points. Hull partage la saison suivante entre les Whalers et leur club affilié dans la Ligue américaine de hockey, les Whalers de Binghamton avant d'être échangé à l'été 1990 aux Rangers de New York.
Après avoir passé la saison 1992-1993 avec les Sénateurs d'Ottawa, il rejoint les Panthers de la Floride pour qui il évolue durant les cinq saisons suivantes. Il rejoint les Flyers de Philadelphie en tant qu'agent libre à l'été 1998 et reste avec eux pour trois saisons avant de retourner aux Sénateurs d'Ottawa. Après avoir disputé la saison 2003-2004 en tant que joueur/entraîneur du club école des Sénateurs, les Senators de Binghamton, il annonce son retrait de la compétition.
En 2005, il retourne avec l'organisation des Petes de Peterborough en tant qu'entraîneur-adjoint, poste qu'il occupe durant trois saisons.

## Statistiques
| Saison     | Équipe                   | Ligue      |     | Saison régulière | Saison régulière | Saison régulière | Saison régulière | Saison régulière |    | Séries éliminatoires | Séries éliminatoires | Séries éliminatoires | Séries éliminatoires | Séries éliminatoires |
| Saison     | Équipe                   | Ligue      | PJ  | B                | A                | Pts              | Pun              | PJ               | B  | A                    | Pts                  | Pun                  |                      |                      |
| 1985-1986  | Petes de Peterborough    | LHO        | 61  | 20               | 22               | 42               | 29               | 16               | 1  | 5                    | 6                    | 4                    |                      |                      |
| 1986-1987  | Petes de Peterborough    | LHO        | 49  | 18               | 34               | 52               | 22               | 12               | 4  | 9                    | 13                   | 14                   |                      |                      |
| 1987-1988  | Petes de Peterborough    | LHO        | 60  | 50               | 44               | 94               | 33               | 12               | 10 | 8                    | 18                   | 8                    |                      |                      |
| 1988-1989  | Whalers de Hartford      | LNH        | 60  | 16               | 18               | 34               | 10               | 1                | 0  | 0                    | 0                    | 2                    |                      |                      |
| 1989-1990  | Whalers de Hartford      | LNH        | 38  | 7                | 10               | 17               | 21               | 5                | 0  | 1                    | 1                    | 2                    |                      |                      |
| 1989-1990  | Whalers de Binghamton    | LAH        | 21  | 7                | 10               | 17               | 6                |                  |    |                      |                      |                      |                      |                      |
| 1990-1991  | Rangers de New York      | LNH        | 47  | 5                | 8                | 13               | 10               |                  |    |                      |                      |                      |                      |                      |
| 1991-1992  | Rangers de New York      | LNH        | 3   | 0                | 0                | 0                | 2                |                  |    |                      |                      |                      |                      |                      |
| 1991-1992  | Rangers de Binghamton    | LAH        | 69  | 34               | 31               | 65               | 28               | 11               | 5  | 2                    | 7                    | 4                    |                      |                      |
| 1992-1993  | Sénateurs d'Ottawa       | LNH        | 69  | 13               | 21               | 34               | 14               |                  |    |                      |                      |                      |                      |                      |
| 1993-1994  | Panthers de la Floride   | LNH        | 69  | 13               | 13               | 26               | 8                |                  |    |                      |                      |                      |                      |                      |
| 1994-1995  | Panthers de la Floride   | LNH        | 46  | 11               | 8                | 19               | 8                |                  |    |                      |                      |                      |                      |                      |
| 1995-1996  | Panthers de la Floride   | LNH        | 78  | 20               | 17               | 37               | 25               | 14               | 3  | 2                    | 5                    | 0                    |                      |                      |
| 1996-1997  | Panthers de la Floride   | LNH        | 67  | 10               | 6                | 16               | 4                | 5                | 0  | 0                    | 0                    | 0                    |                      |                      |
| 1997-1998  | Panthers de la Floride   | LNH        | 21  | 2                | 0                | 2                | 4                |                  |    |                      |                      |                      |                      |                      |
| 1997-1998  | Lightning de Tampa Bay   | LNH        | 28  | 2                | 4                | 6                | 4                |                  |    |                      |                      |                      |                      |                      |
| 1998-1999  | Flyers de Philadelphie   | LNH        | 72  | 3                | 11               | 14               | 12               | 6                | 0  | 0                    | 0                    | 4                    |                      |                      |
| 1999-2000  | Flyers de Philadelphie   | LNH        | 67  | 10               | 3                | 13               | 4                | 18               | 0  | 1                    | 1                    | 0                    |                      |                      |
| 1999-2000  | Solar Bears d'Orlando    | LIH        | 1   | 0                | 0                | 0                | 0                |                  |    |                      |                      |                      |                      |                      |
| 2000-2001  | Flyers de Philadelphie   | LNH        | 71  | 7                | 8                | 15               | 10               | 6                | 0  | 0                    | 0                    | 4                    |                      |                      |
| 2001-2002  | Sénateurs d'Ottawa       | LNH        | 24  | 2                | 2                | 4                | 6                | 12               | 1  | 1                    | 2                    | 2                    |                      |                      |
| 2001-2002  | Griffins de Grand Rapids | LAH        | 3   | 2                | 1                | 3                | 2                |                  |    |                      |                      |                      |                      |                      |
| 2002-2003  | Sénateurs d'Ottawa       | LNH        | 70  | 3                | 8                | 11               | 14               | 2                | 0  | 0                    | 0                    | 0                    |                      |                      |
| 2003-2004  | Sénateurs d'Ottawa       | LNH        | 1   | 0                | 0                | 0                | 0                |                  |    |                      |                      |                      |                      |                      |
| 2003-2004  | Senators de Binghamton   | LAH        | 32  | 1                | 9                | 10               | 6                | 2                | 0  | 0                    | 0                    | 0                    |                      |                      |
| Totaux LNH | Totaux LNH               | Totaux LNH | 831 | 124              | 137              | 261              | 156              | 69               | 4  | 5                    | 9                    | 14                   |                      |                      |

### Statistiques en équipe nationale
| Année | Équipe | Compétition                 |   | PJ | B | A | Pts | Pun           |  | Résultats |
| 1988  | Canada | Championnat du monde junior | 7 | 2  | 1 | 3 | 2   | Médaille d'or |  |           |

## Honneurs et trophées
- Nommé dans la deuxième équipe d'étoiles de la Ligue de hockey de l'Ontario en 1988.

## Transactions en carrière
- 1987 : repêché par les Whalers de Hartford (1er choix de l'équipe, 18e au total).
- 9 juillet 1990 : échangé par les Whalers aux Rangers de New York en retour de Carey Wilson et du choix de troisième ronde des Rangers au repêchage de 1991 (les Whalers sélectionnent avec ce choix Michael Nylander).
- 28 juillet 1992 : échangé par les Rangers aux Sénateurs d'Ottawa en retour de considération future.
- 10 août 1993 : signe à titre d'agent libre avec les Panthers de la Floride.
- 15 janvier 1998 : échangé par les Panthers avec Mark Fitzpatrick au Lightning de Tampa Bay en retour de Dino Ciccarelli et de  Jeff Norton.
- 7 octobre 1998 : signe à titre d'agent libre avec les Flyers de Philadelphie.
- 25 juin 1999 : réclamé par les Thrashers d'Atlanta lors du repêchage d'expansion.
- 15 octobre 1999 : échangé par les Thrashers aux Flyers de Philadelphie en retour d'une somme d'argent.
- 24 janvier 2002 : signe à titre d'agent libre avec les Sénateurs d'Ottawa.
- 3 juillet 2003 : nommé joueur/entraîneur des Senators de Binghamton de la Ligue américaine de hockey.